# Гордон, Вакси
Вакси Гордон (англ. Waxey Gordon), настоящее имя Ирвинг Векслер (англ. Irving Wexler) (1888 — 1952) — американский гангстер, специализирующийся на бутлегерстве и нелегальных азартных играх.

## Биография
Родился в семье еврейских иммигрантов из Польши в Нижнем Ист-Сайде в Нью-Йорке 19 января 1888 года. Стал известен как карманник и вообще вор ещё в детстве, и тогда же получил прозвище «Вакси». В 1914 году он участвовал в драке между бандами, в результате которой погиб судебный секретарь по имени Самуэль Штраус. Векслер был предан суду за это преступление, но оправдан присяжными в феврале 1917 года. Стал работать у Бенни Фейна в начале 1910-х годов, затем его заметил Арнольд Ротштейн, который принял работать торговцем ромом в первые годы сухого закона.
В дальнейшем он руководил всей бутлегерской деятельностью Ротштейна на большей части восточного побережья, особенно в Нью-Йорке и Нью-Джерси, и импортировал большие объемы канадского виски через границу между Канадой и США. После смерти Ротштейна в 1928 году он заключил союз с Чарльзом Лучано, Луи Бухалтером и Мейером Лански. Однако впоследствии между ними начался конфликт, и Лански вместе с Лучано предоставили федеральному прокурору США Томасу Э. Дьюи информацию, которая привела к осуждению Гордона по обвинению в уклонении от уплаты налогов в 1933 году. В результате этого Гордон был приговорён к десяти годам лишения свободы. В то время он был женат на дочери раввина, а их сын учился в медицинской школе. Сын погиб в автомобильной катастрофе, связанной с погодными условиями, когда ехал из загородного колледжа, чтобы просить судью о снисхождении к приговору, вынесенному его отцу.
После освобождения из тюрьмы он обнаружил, что его банда давно распущена. Игнорируемый всеми, с кем был связан он заметил журналисту: «Вакси Гордон мёртв. Познакомьтесь с Ирвингом Векслером, продавцом». Он переехал в Калифорнию одиноким человеком и во время Второй мировой войны смог получить 10 000 фунтов дефицитного сахара по купонам для продажи на чёрном рынке. В дальнейшем занимался продажей наркотиков на западном побережье США. В 1951 был арестован за продажу героина офицеру полиции под прикрытием. Сообщается, что 62-летний гангстер предложил детективу все свои деньги в обмен на его освобождение. Когда детектив отказался, Гордон в шутку умолял детектива убить его, а не арестовать за «торговлю хламом». Позже был осуждён и приговорён к 25 годам тюремного заключения в Алькатрасе, где умер от сердечного приступа 24 июня 1952 года.